# Guantánamo

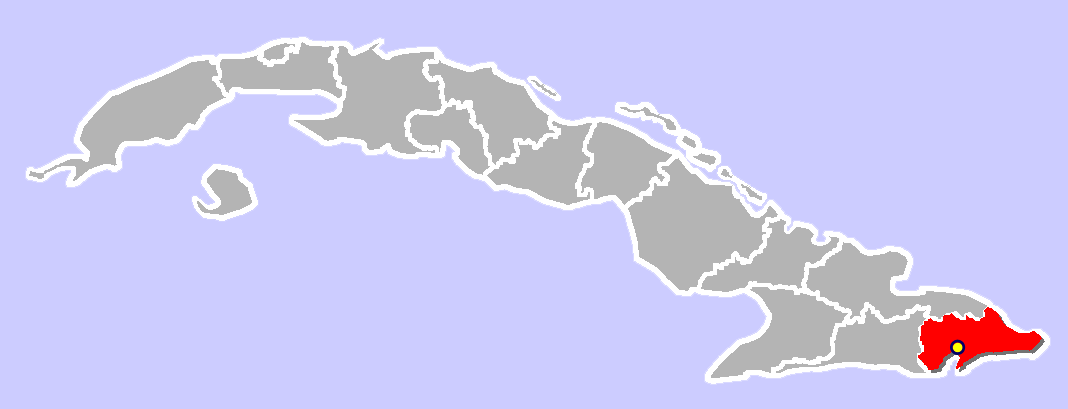
Vị trí tại tỉnh Guantánamo và Cuba

Guantánamo là một thành phố Đông Nam Cuba, tỉnh Guantánamo, gần Vịnh Guantánamo. Thành phố được kết nối với hệ thống giao thông của các vùng khác của Cuba bằng đường bộ, đường sắt và đường hàng không và với cảng Caimanera và Boquerón. Guantánamo là trung tâm thương mại và chế biến của một khu vực nông nghiệp trồng mía và cà phê. Các ngành công nghiệp chủ chốt bao gồm: chế biến cà phê hạt, nhà máy đường và chế biến muối ăn. Ban đầu có tên gọi là Santa Catalina de Saltadero, thành phố đã được đổi tên và phát triển nhanh chóng vào đầu thế kỷ 19 khi một số lượng lớn dân tị nạn Pháp chạy trốn khỏi cuộc nổi dậy của nô lệ vùng Hispaniola đến định cư ở khu vực này. Một căn cứ hải quân của Hoa Kỳ, bao gồm Trại giam Vịnh Guantánamo, nằm gần đấy. Năm 2000, dân số của thành phố là 208.030.